# La Costana
La Costana es la capital del municipio de Campoo de Yuso (Cantabria, España). En el año 2021 contaba con una población de 88 habitantes (INE). La localidad se encuentra a 851 metros de altitud sobre el nivel del mar, y está a 75 kilómetros de la capital cántabra, Santander.

## Paisaje y naturaleza
En La Costana, aparte de la amplitud visual que desde aquí se tiene raseando la mirada por encima del nivel de las aguas del pantano del Ebro, destacamos la existencia de un grupo de robles de gran envergadura en las orillas del pequeño arroyo de la Costana, cerca de un pequeño molino que hay en la parte trasera de la torre del Merino. También se encuentra en esta localidad el monte de El Acebal de Donayo.

## Patrimonio histórico
La torre de los Bustamante, o del Merino, que con ambos nombres se la conoce, es el monumento señero de Campoo de Yuso, declarado Bien de Interés Cultural en el año 1985. Perteneció al señorío de los Bustamante, quienes detentaban el poder en el territorio de Yuso durante gran parte de la Edad Media. Los herederos de este importante linaje la han habitado hasta hace relativamente pocos años, lo que ha contribuido a su buen estado de conservación. La torre es la más alta de las muchas que existen de este tipo en Cantabria. Sus muros se construyeron en sillarejo dispuesto en hiladas más o menos reconocibles que le dan un aspecto hermético, claustrofóbico, más palpable en el cuerpo que se le adosa por la parte occidental. Consta de cinco alturas apenas diferenciadas por la apertura de saeteras y ventanas geminadas irregularmente repartidas entre los distintos pisos. En el superior sobresalen los mensulones del matacán en el que se apoyaba el cadalso de madera que, como es lógico, no se ha conservado.
La torre se construyó en el siglo XV, formando conjunto con otras dos de las que se tiene noticia de su demolición en el siglo XVIII. Las casas que cierran el recinto de la torre, más allá de su cuerpo occidental, son ejemplos nada desdeñables de la arquitectura tradicional de Campoo en el siglo XIX.
La iglesia parroquial de San Pablo se encuentra inmediata a la torre. La fábrica de parte del muro norte tiene un origen tardorrománico del que son buena muestra los canecillos figurados que allí encontramos. Se vio básicamente reformada en el siglo XVI y aún en el XVIII. En el interior guardan interés un sarcófago bajo arcosolium con escudetes y una pila bautismal de raigambre románica.
- Datos: Q5963037
- Multimedia: La Costana / Q5963037